# Schlesische Goralen

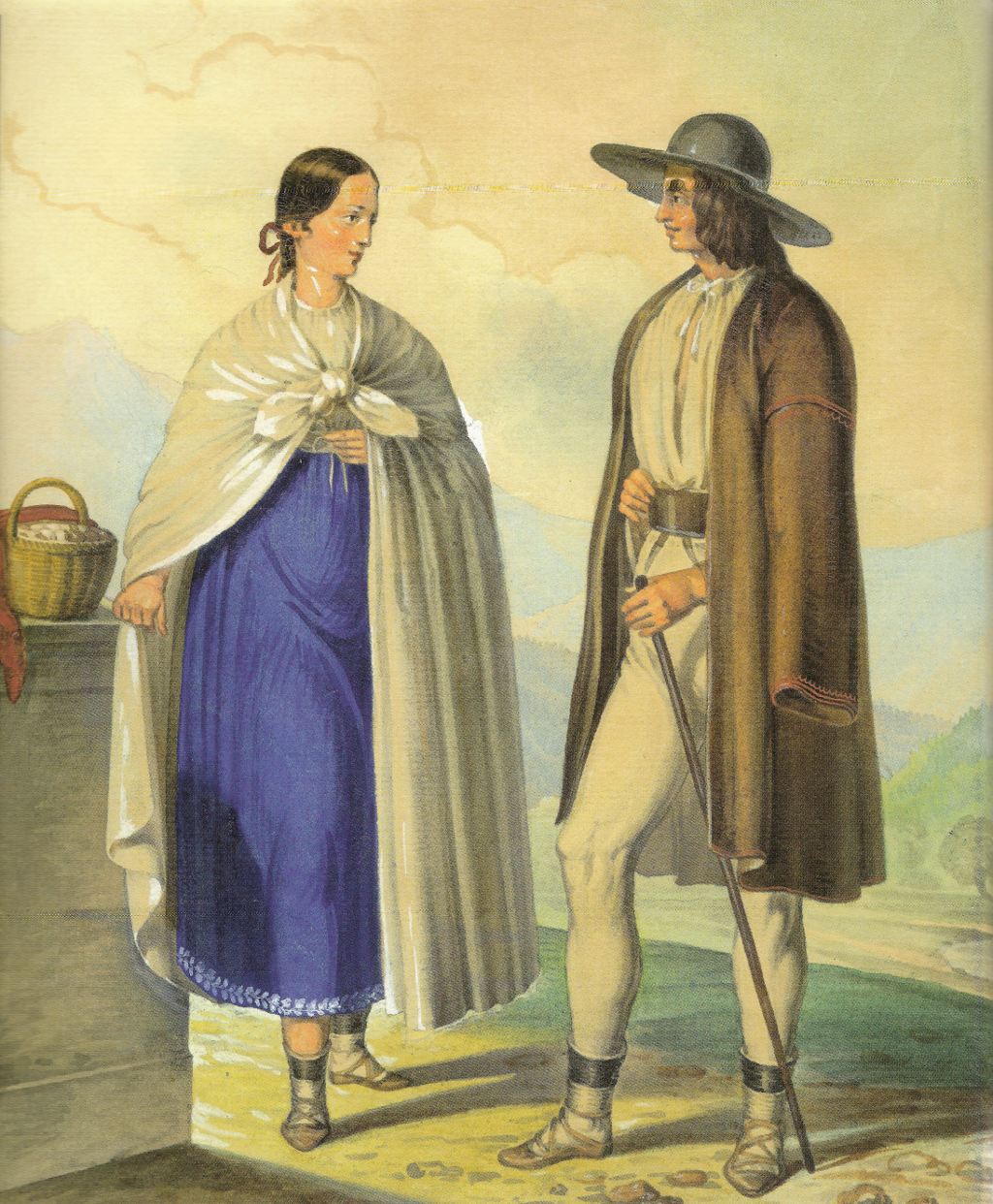
Tracht um 1848

Die Schlesischen Goralen (polnisch Górale śląscy, tschechisch Slezští Goralé, Teschener Mundarten: Gorole; wörtlich Bergbewohner) sind eine an der polnisch-tschechischen Grenze lebende westslawische Volksgruppe und Untergruppe der Goralen. Sie sprechen Teschener Mundarten sowie Jablunkauer Mundarten der polnischen Schlesischen Dialekt, mit tschechischen Einflüssen.

## Verbreitung
In Polen leben die Goralen in den höheren Tälern der Schlesischen Beskiden, insbesondere in den Orten Brenna, Istebna und Wisła. In Tschechien leben sie in den östlichen Mährisch-Schlesischen Beskiden in der Umgebung der Stadt Jablunkov.
Im Nordwesten grenzen sie an den Teschener Walachen, im Osten an den Saybuschen Goralen, im Süden an den Tschadsa Goralen.

## Vertreter
Die wohl bekannteste Person dürfte der aus den Schlesischen Goralen stammende ehemalige Skispringer Adam Małysz sein.

## Einteilung

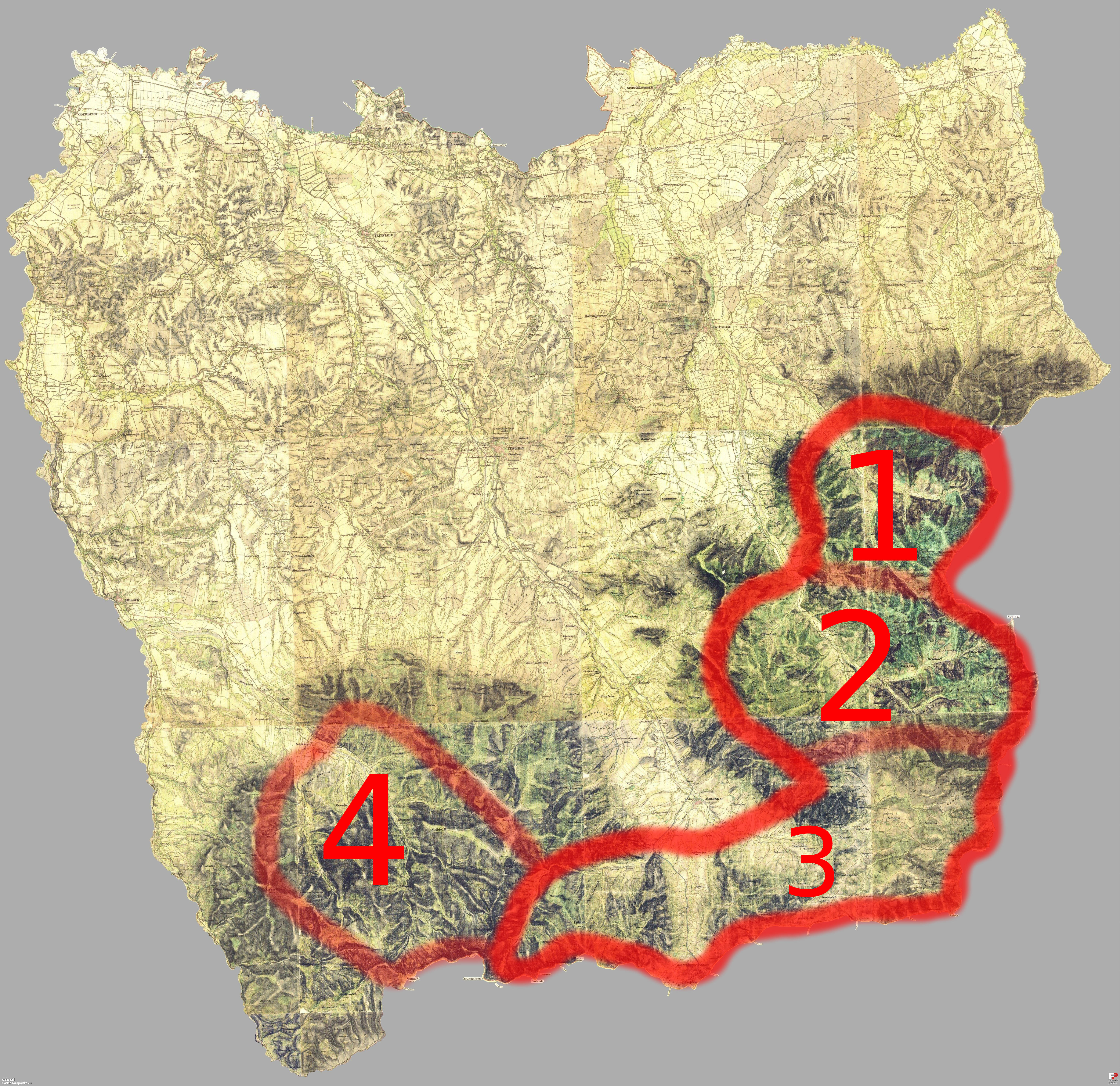
Karte von den Schlesischen Goralen

Wincenty Pol teilte die Schlesischen Goralen in vier Untergruppen ein:
- Brenna Goralen (polnisch Brenniacy) (1),
- Weichsel Goralen (Wiślanie),
- Jablunkauer Goralen (Jabłonkowianie) (3), aber in der Stadt lebte eine eigene bürgerische Gruppe Jacki,
- Mährer in Morávka, Krásná und Pražmo (4), die sprechen aber schon Lachisch;